# Sucker Punch (album)
Sucker Punch è il primo album in studio della cantante norvegese Sigrid, pubblicato l'8 marzo 2019.

## Tracce
1. Sucker Punch – 3:14
2. Mine Right Now – 3:23
3. Basic – 3:37
4. Strangers – 3:53
5. Don't Feel like Crying – 2:37
6. Level Up – 2:17
7. Sight of You – 3:57
8. In Vain – 4:07
9. Don't Kill My Vibe – 3:04
10. Business Dinners – 2:48
11. Never Mine – 3:38
12. Dynamite – 3:51